# Escola de Matemática Aplicada
A Escola de Matemática Aplicada da Fundação Getulio Vargas (FGV/EMAp) é uma instituição de ensino superior que foca no ensino e aplicação da matemática, principalmente nas áreas relacionadas às ciências sociais aplicadas, epidemiologia e à ciência de dados. Fundada em 2011, a escola tem como missão desenvolver a matemática contemporânea e preparar profissionais para enfrentar os desafios da era da informação e do conhecimento.

## Graduação em Matemática Aplicada
Iniciada em 2012, a graduação em Matemática Aplicada é composta por oito períodos semestrais e inclui disciplinas de Matemática, Computação e Modelagem Matemática. O curso possui um total de 31 matérias obrigatórias e 4 eletivas, somando 2190 horas de disciplinas e 270 de atividades de extensão. A grade curricular foi remodelada e continua a ser uma referência em ensino de qualidade.

## Graduação em Ciência de Dados e Inteligência Artificial
Aberta em 2020, a graduação em Ciência de Dados e Inteligência Artificial compartilha disciplinas iniciais com a graduação em Matemática Aplicada. O curso visa capacitar alunos nas áreas de Estatística e Ciência da Computação, com 31 disciplinas obrigatórias e 3 eletivas, totalizando 2220 horas de disciplinas e 320 de atividades de extensão. A primeira turma se graduou em 2023.

## Pós-Graduação
A EMAp também oferece programas de pós-graduação, incluindo mestrado e doutorado em Modelagem Matemática. Esses programas são projetados para formar profissionais com competências avançadas e para promover a pesquisa de alto nível em diversas áreas da matemática aplicada.

## Estrutura Organizacional
A direção da EMAp é composta por César Camacho (diretor) e Claudio José Struchiner (vice-diretor). A escola conta com uma equipe diversificada de professores com formações em várias disciplinas, contribuindo para a versatilidade dos cursos oferecidos.

## Missão e Visão
A missão da EMAp inclui realizar pesquisa de alto nível, fomentar aplicações de matemática e ciência de dados, formar novos pesquisadores e disseminar conhecimento nessas áreas. A visão da escola é ser uma instituição de referência no ensino e pesquisa, comprometida com o desenvolvimento nacional.

## FGV CDMC
A FGV EMAp mantém uma ligação estreita com o Centro para o Desenvolvimento da Matemática e Ciências (FGV CDMC) . O FGV CDMC, criado em 2017, visa identificar e desenvolver talentos em matemática nas escolas públicas do Brasil que se destacaram em olimpíadas do conhecimento, como a Olimpíada Brasileira de Matemática das Escolas Públicas (OBMEP). Além disso, eventos como o Encontro de Seleção de Talentos oferecem workshops e palestras que incentivam os estudantes a prosseguir com seus estudos em instituições de prestígio como a FGV EMAp, a Escola Brasileira de Economia e Finanças e a Escola Brasileira de Administração Pública e de Empresas. No ano de 2024, os alunos admitidos no Programa Seleção de Talentos do FGV CDMC têm benefícios como bolsa de 100% em qualquer um dos cursos da FGV no Rio de Janeiro; moradia para alunos vindos de fora da cidade do Rio de Janeiro; e auxílio moradia de até R$ 2.480,00.